# Carex hordeistichos
Carex hordeistichos är en halvgräsart som beskrevs av Dominique Villars. Carex hordeistichos ingår i släktet starrar, och familjen halvgräs. Inga underarter finns listade i Catalogue of Life.

## Bildgalleri

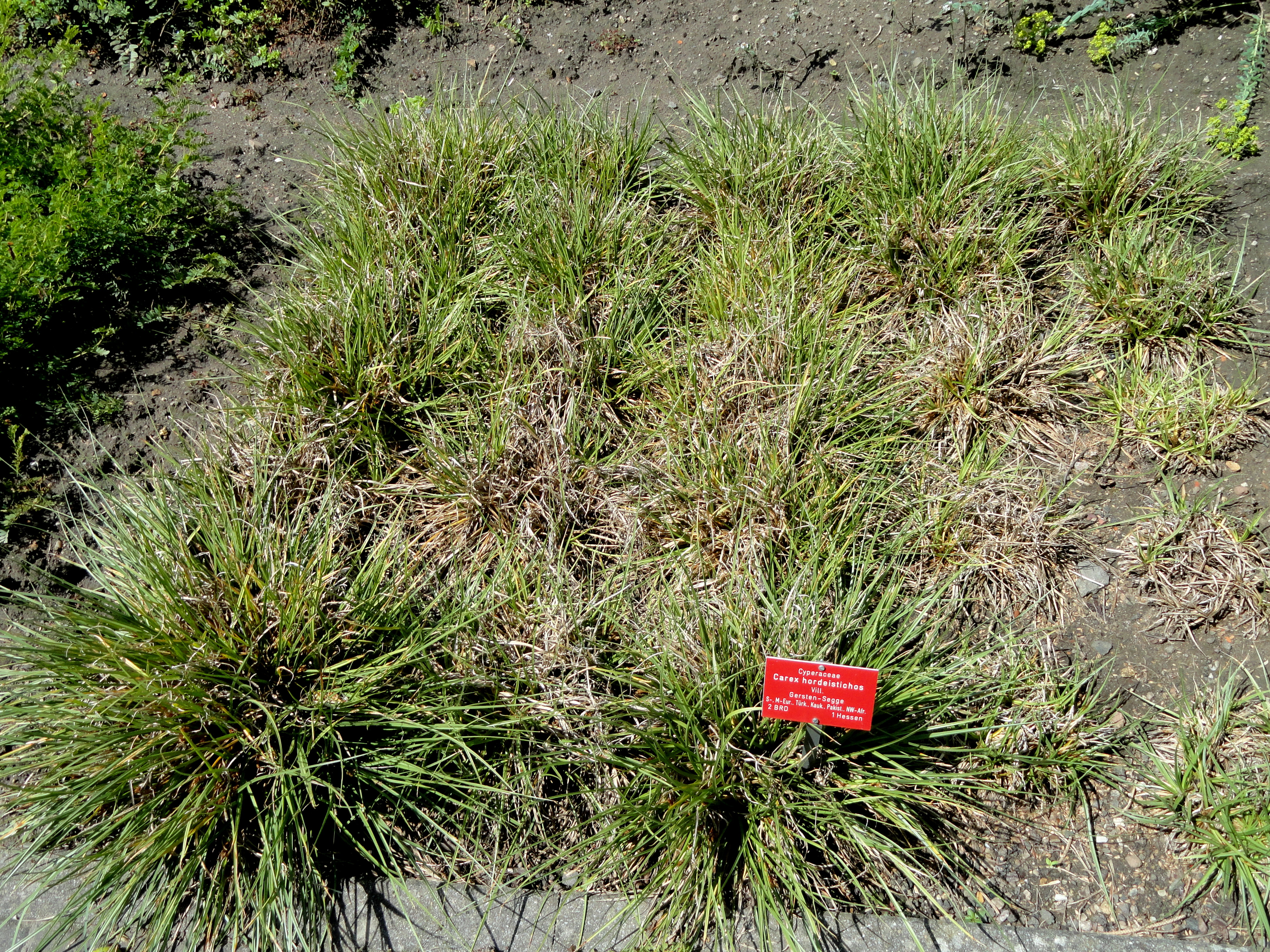
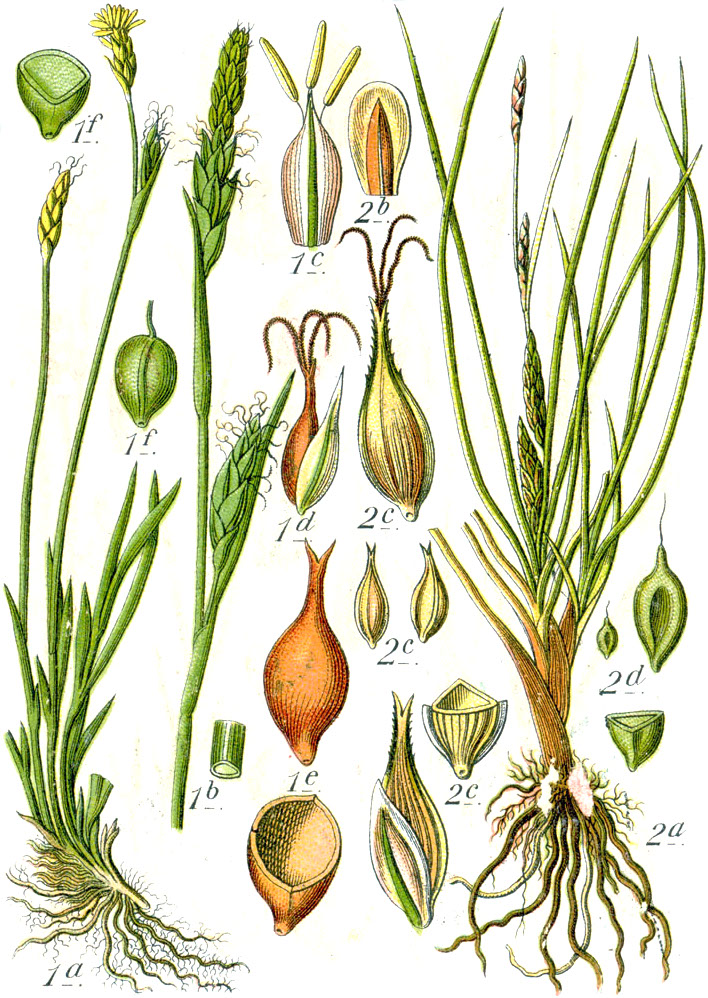